# Área de Proteção Ambiental de Conceição da Barra
A Área de Proteção Ambiental de Conceição da Barra situa-se no município de Conceição da Barra, no litoral norte do estado do Espírito Santo, no Brasil. Sua área estende-se desde os manguezais da foz do Rio São Mateus até a divisa com o município de São Mateus, possuindo uma área aproximada de 7 728 hectares.  A área apresenta ecossistemas característicos de ambientes costeiros, abrigando extensa faixa de restinga em bom estado de conservação, além de manguezal estruturado associado à foz do Rio São Mateus.
Dentro de seus limites, pode-se citar a incidência de  espécies de fauna ameaçadas de extinção, como a onça-parda, o gato-do-mato e o ouriço-preto.
O APA também abriga uma série de comunidades tradicionais cujas atividades econômicas incluem a pesca, extrativismo vegetal, cata de crustáceos e mariscos, artesanato, agricultura familiar e turismo.

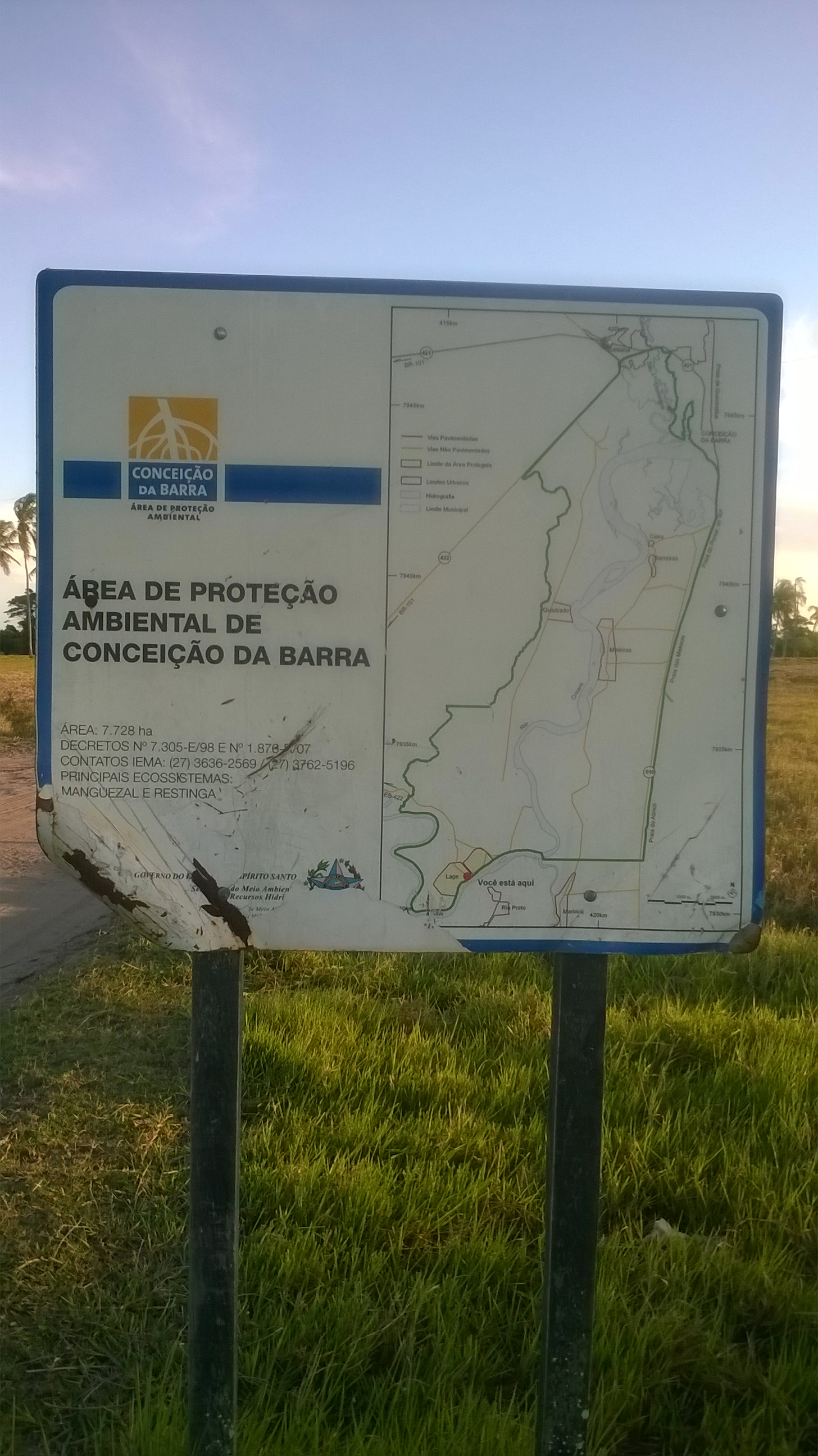
Placa da APA da Barra próxima a comunidade de Laje